# Joseph Lefftz
Joseph Lefftz (* 14. April 1888 in Oberehnheim, heute Obernai im Unterelsass; † 13. November 1977 in Straßburg) war ein elsässischer Volkskundler und Literaturwissenschaftler.

## Leben
Joseph Lefftz, der einem über viele Generationen bestehenden elsässischen „Bauern- und Winzergeschlecht“ entstammte, besuchte zunächst die Volksschule und das Progymnasium in Oberehnheim, bevor er 1898 auf das Gymnasium in Schlettstadt überwechselte. Nach dem Abitur nahm er 1908 an der Universität Straßburg das Studium der deutschen und klassischen Philologie auf, das er 1913 mit der Promotion zum Dr. phil. auf Grund seiner Dissertation über „Die volkstümlichen Stilelemente in Murners Satiren“ abschloss. Nach kurzer Tätigkeit als Gymnasiallehrer in Schlettstadt nahm er 1914 seine wissenschaftliche Tätigkeit als Bibliothekar und Konservator an der Straßburger Universitäts- und Landesbibliothek auf, die er bis zu seiner Pensionierung 1956 wahrnahm, allerdings unterbrochen durch eine nahezu zehnjährige Amtsenthebung durch die Säuberungskommission unmittelbar nach dem Ende des Zweiten Weltkriegs.
Seine umfassende Forschungstätigkeit in elsässischer Volkskunde und verwandten literaturwissenschaftlichen Fragen umfasste u. a. die Redaktion der führenden volkskundlichen Zeitschrift Elsassland. A travers les Vosges seit 1920 (gemeinsam mit Alfred Pfleger). 1941 wurde er zum Honorarprofessor an der Universität Straßburg ernannt. Im Zentrum seiner Forschungen und Publikationen stand die elsässische Folklore in der Musik, in Erzählungen und Sagen und im volkstümlichen Brauchtum.

## Auszeichnungen
Joseph Lefftz erhielt 1964 den Wolfgang-Amadeus-Mozart-Preis der Universität Innsbruck und 1967 den Johann-Peter-Hebel-Preis des Landes Baden-Württemberg.

## Werke
- Die volkstümlichen Stilelemente in Murners Satiren. Straßburg: Verlag K. J. Trübner 1915 (= Einzelschriften zur Elsässischen Geistes- und Kulturgeschichte Band 1). Neuauflage Frankfurt/M.: Diesterweg [1938]
- Clemens Brentano, Die Chronika des fahrenden Schülers. Urfassung. Hrsg. von Joseph Lefftz. Leipzig, 1923
- Märchen der Gebrüder Grimm. Aus dem Nachlaß Clemens Brentanos in der Urgestalt hrsg. von Joseph Lefftz. Leipzig, 1926
- Die gelehrten und literarischen Gesellschaften im Elsaß vor 1870. Heidelberg: Winter, 1931 (= Schriften der Elsässisch-Lothringischen Wissenschaftlichen Gesellschaft, Reihe A, Band 6)
- Elsässische Volksmärchen. Erneut an den Tag gebracht. Gebweiler: Alsatia, 1931 (=Elsassbücherei Band 11)
- Elsässische Weihnacht. Hrsg. von Joseph Lefftz und Alfred Pfleger. Gebweiler: Alsatia, 1931. Vermehrte Neuauflage: Kolmar: Alsatia, 1941
- Unserer Frauen Münster zu Straßburg. Eine Festgabe zur Fünfhundertjahrfeier der Vollendung des Turmes hrsg. von Joseph Lefftz. Guebwiller: Alsatia, 1939
- Aus ländlichen Liebesbriefen. Elsässische Volkspoesie gesammelt von Joseph Lefftz. Kolmar: Alsatia [1944?]
- Elsässische Dorfbilder. Ein Buch von ländlicher Art und Kunst. Woerth: Sutter, 1958
- Das Volkslied im Elsaß. Band I: Erzählende und geschichtliche Lieder. Band II: Stände- und Wanderlieder aus der Heimat und der Fremde. Band III: Lieder von der Liebe, Lust und Leid, vom Hochzeitmachen und Eheleben. Colmar/Paris/Freiburg: Alsatia, 1966–1969
- Elsässisches Volksleben am Jahresanfang. Strasbourg: Culture alsacienne, 1973
- Elsässisches Volksleben im Osterfrühling. Strasbourg: Culture alsacienne, 1974
- Elsässisches Volksleben im Pfingstkreis. Griesheim sur Souffel: Culture alsacienne, 1979